# Bujnakszki járás
A Bujnakszki járás (oroszul: Буйнакский район) Oroszország egyik járása Dagesztánban. Székhelye Bujnakszk.

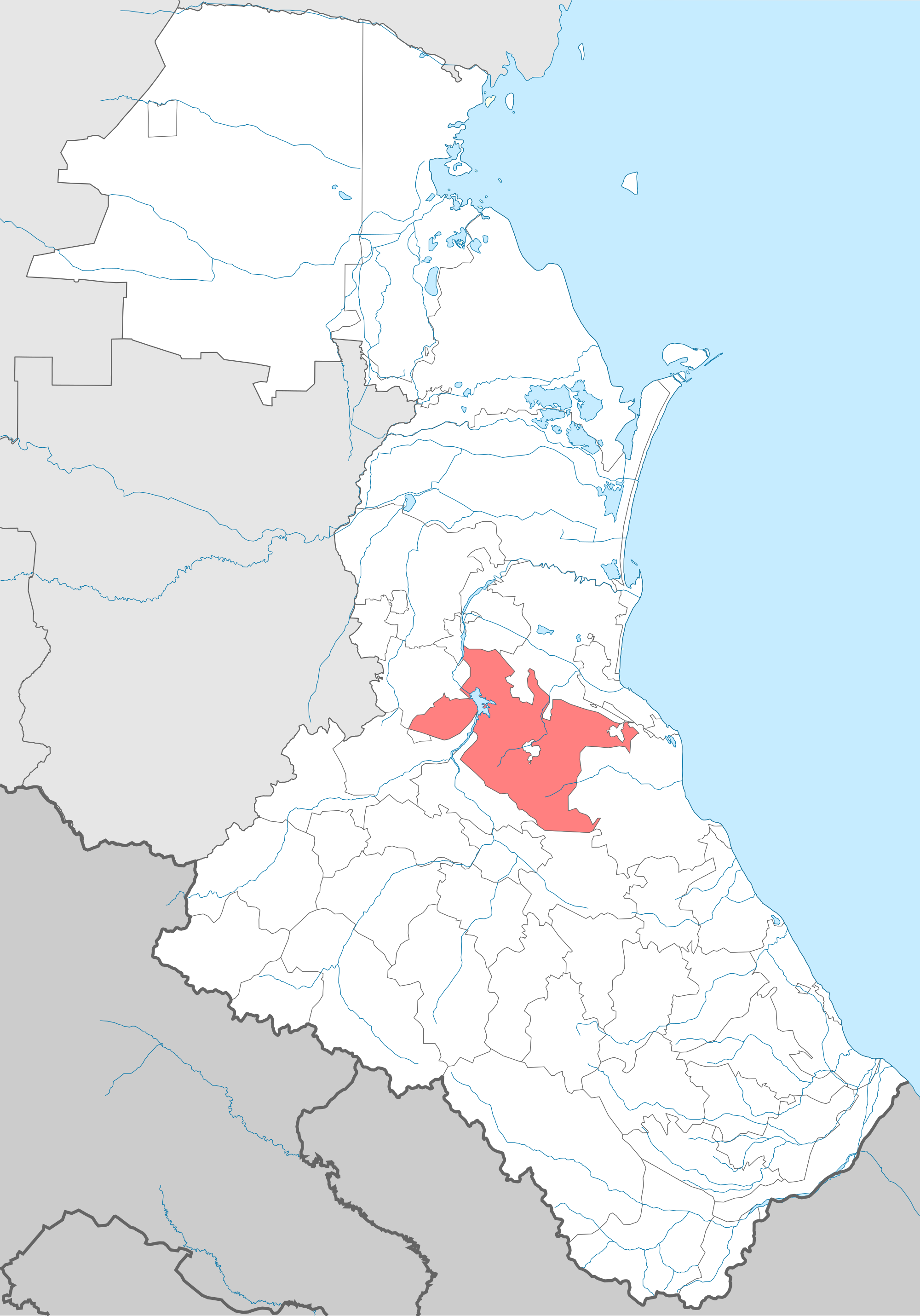
A Bujnakszki járás Dagesztánban

## Népesség
- 1989-ben 50 463 lakosa volt, melyből 29 592 kumik (58,6%), 13 839 avar (27,4%), 6 473 dargin (12,8%), 234 lak, 188 orosz, 24 azeri, 16 csecsen, 14 lezg, 7 nogaj, 5 tabaszaran, 3 agul, 1 rutul.
- 2002-ben 65 018 lakosa volt, melyből 40 759 kumik (62,7%), 14 883 avar (22,9%), 8 996 dargin (13,8%), 167 lak, 145 orosz, 20 lezg, 11 csecsen, 10 azeri, 3 nogaj, 3 tabaszaran, 1 agul.
- 2010-ben 73 402 lakosa volt, melyből 44 861 kumik (61,1%), 17 254 avar (23,5%), 9 819 dargin (13,4%), 202 orosz, 199 lak, 18 azeri, 18 csecsen, 8 lezg, 7 nogaj, 7 tabaszaran, 1 agul.